# Erosa erosa
Cá mặt quỷ ác (danh pháp khoa học: Erosa erosa) là một loài cá biển trong chi Erosa của họ Cá mao mặt quỷ (Synanceiidae) bản địa tây Thái Bình Dương, nơi nó được tìm thấy rải rác trong các rạn đá ngầm ở độ sâu 0–90 m từ miền nam Nhật Bản tới miền bắc Australia.